# Maurice Cheeks
Maurice Edward Cheeks (* 8. September 1956 in Chicago, Illinois) ist ein ehemaliger US-amerikanischer Basketballspieler. Zwischen 1978 und 1993 spielte er in der NBA für die Mannschaften der Philadelphia 76ers, New York Knicks, San Antonio Spurs, Atlanta Hawks und New Jersey Nets. Cheeks ist 1,85 m groß und spielte auf der Position des Point Guard.
Cheeks war 1983 Mitglied der Sixers-Meistermannschaft um Moses Malone und Julius Erving. Als er seine Karriere beendete, war er Rekordhalter bei den Steals.

## Nach der aktiven Laufbahn
Cheeks begann seine Karriere nach dem aktiven Basketball als Assistenz-Coach bei den 76ers. Seinen ersten Head-Coach-Posten ergatterte er bei den Portland Trail Blazers. Am 25. April 2003, vor dem Spiel der Trail Blazers gegen die Dallas Mavericks, half er der 13-jährigen Natalie Gilbert, die die Nationalhymne der USA singen sollte, aber den Text vergessen hatte. Cheeks eilte zu ihr und sie beendeten die Hymne gemeinsam, wobei das gesamte Publikum der Rose Garden Arena mit einstimmte. Cheeks und Gilbert bekamen am Ende Standing Ovations.
Im Sommer 2013 wurde Cheeks neuer Chefcoach der Detroit Pistons. Zuvor war er in gleicher Position neben den Portland Trail Blazers bereits bei den 76ers angestellt. Bei den Pistons wurde Cheeks am 9. Februar vorzeitig auf Grund ausbleibenden sportlichen Erfolges entlassen. In der Saison 2015/16 heuerte er wie schon von 2010 bis 2013 als Assistenz-Coach beim Oklahoma City Thunder an.
Am 31. März 2018 wurde Cheeks Aufnahme in die Naismith Memorial Basketball Hall of Fame als Spieler bekanntgegeben.
Seit 2020 gehört er zum Trainerstab der Chicago Bulls.